# Danh sách trường trung học phổ thông tại An Giang
Dưới đây là danh sách các trường Trung học Phổ thông tại An Giang, danh sách này bao gồm các trường công lập và trường tư thục.

## Danh sách
| STT | Tên trường                                                    | Năm thành lập | Địa chỉ                  | Loại hình | Logo | Website                                                                                          |
| --- | ------------------------------------------------------------- | ------------- | ------------------------ | --------- | ---- | ------------------------------------------------------------------------------------------------ |
| 1   | Trường Trung học phổ thông chuyên Thoại Ngọc Hầu              | 1948          | Mỹ Bình, Long Xuyên      | Công lập  |      | http://thptthoaingochau.edu.vn Lưu trữ ngày 17 tháng 5 năm 2022 tại Wayback Machine              |
| 2   | Trường Trung học Phổ thông Long Xuyên                         | 1975          | Mỹ Long, Long Xuyên      | Công lập  |      | http://thptlongxuyen.angiang.edu.vn/%5B%5D                                                       |
| 3   | Trường Trung học Phổ thông Nguyễn Hiền                        | 2001          | Bình Khánh, Long Xuyên   | Công lập  |      | http://thptnguyenhienlx.edu.vn/ Lưu trữ ngày 27 tháng 6 năm 2022 tại Wayback Machine             |
| 4   | Trường Trung học Phổ thông Nguyễn Công Trứ                    | 1991          | Mỹ Thới, Long Xuyên      | Công lập  |      | http://thptnguyencongtru.angiang.edu.vn/ Lưu trữ ngày 18 tháng 5 năm 2022 tại Wayback Machine    |
| 5   | Trường Phổ thông Thực hành Sư phạm                            | 1989          | Mỹ Xuyên Long Xuyên      | Công lập  |      | https://pps.agu.edu.vn/                                                                          |
| 6   | Trường Trung học Cơ sở và Trung học Phổ thông Mỹ Hòa Hưng     |               | Mỹ Hòa Hưng, An Giang    | Công lập  |      | http://thcsthptmyhoahung.edu.vn/                                                                 |
| 7   | Trường Trung học Phổ thông Chưởng Binh Lễ                     |               | Mỹ Bình, Long Xuyên      | Dân lập   |      |                                                                                                  |
| 8   | Trường Phổ thông iSCHOOL Long Xuyên                           | 2008          | Bình Khánh, Long Xuyên   | Tư thục   |      | https://ischool.vn/ischool-long-xuyen/                                                           |
| 9   | Trường Phổ thông Quốc tế GIS                                  | 2008          | Mỹ Hòa, Long Xuyên       | Tư thục   |      | https://agis.edu.vn/                                                                             |
| 10  | Trường Trung học Phổ thông chuyên Thủ Khoa Nghĩa              | 1950          | Châu Phú A, Châu Đốc     | Công lập  |      | http://thukhoanghia.edu.vn/ Lưu trữ ngày 25 tháng 6 năm 2022 tại Wayback Machine                 |
| 11  | Trường Trung học Phổ thông Châu Thị Tế                        | 2018          | Núi Sam, Châu Đốc        | Công lập  |      | http://thptchauthite.cd.angiang.edu.vn/ Lưu trữ ngày 1 tháng 7 năm 2022 tại Wayback Machine      |
| 12  | Trường Trung học Phổ thông Võ Thị Sáu                         | 1976          | Châu Phú B, Châu Đốc     | Công lập  |      | http://thptvothisau.edu.vn/ Lưu trữ ngày 26 tháng 5 năm 2022 tại Wayback Machine                 |
| 13  | Trường Phổ thông Dân tộc nội trú Trung học Phổ thông An Giang | 2000          | Châu Phú B, Châu Đốc     | Công lập  |      | http://dtntangiang.edu.vn/                                                                       |
| 14  | Trường Trung học Phổ thông Tân Châu                           | 1964          | Long Thạnh, Tân Châu     | Công lập  |      | http://thpttanchau.angiang.edu.vn/ Lưu trữ ngày 12 tháng 12 năm 2022 tại Wayback Machine         |
| 15  | Trường Trung học Phổ thông Nguyễn Sinh Sắc                    | 2019          | Long Sơn, Tân Châu       | Công lập  |      |                                                                                                  |
| 16  | Trường Trung học Phổ thông Nguyễn Quang Diêu                  | 2006          | Tân An, Tân Châu         | Công lập  |      |                                                                                                  |
| 17  | Trường Trung học Phổ thông Vĩnh Xương                         | 1998          | Vĩnh Xương, Tân Châu     | Công lập  |      |                                                                                                  |
| 18  | Trường Trung học Phổ thông Châu Phong                         |               | Châu Phong, Tân Châu     | Công lập  |      |                                                                                                  |
| 19  | Trường Trung học Phổ thông Nguyễn Hữu Cảnh                    | 1963          | Chợ Mới, Chợ Mới         | Công lập  |      | http://thptnguyenhuucanhag.edu.vn/ Lưu trữ ngày 5 tháng 12 năm 2022 tại Wayback Machine          |
| 20  | Trường Trung học Phổ thông Châu Văn Liêm                      | 1972          | Mỹ Luông, Chợ Mới        | Công lập  |      |                                                                                                  |
| 21  | Trường Trung học Phổ thông Ung Văn Khiêm                      | 1971          | Long Kiến, Chợ Mới       | Công lập  |      |                                                                                                  |
| 22  | Trường Trung học Phổ thông Huỳnh Thị Hưởng                    | 1985          | Hội An, Chợ Mới          | Công lập  |      |                                                                                                  |
| 23  | Trường Trung học Phổ thông Võ Thành Trinh                     | 2001          | Hòa Bình, Chợ Mới        | Công lập  |      |                                                                                                  |
| 24  | Trường Trung học Phổ thông Lương Văn Cù                       |               | Mỹ Hội Đông, Chợ Mới     | Công lập  |      |                                                                                                  |
| 25  | Trường Trung học Phổ thông Nguyễn Văn Hưởng                   | 1998          | Mỹ Hiệp, Chợ Mới         | Công lập  |      |                                                                                                  |
| 26  | Trường Trung học Phổ thông Trần Văn Thành                     | 1969          | Cái Dầu, Châu Phú        | Công lập  |      |                                                                                                  |
| 27  | Trường Trung học Phổ thông Thạnh Mỹ Tây                       | 1998          | Thạnh Mỹ Tây, Châu Phú   | Công lập  |      |                                                                                                  |
| 28  | Trường Trung học Phổ thông Châu Phú                           | 1984          | Mỹ Đức, Châu Phú         | Công lập  |      |                                                                                                  |
| 29  | Trường Trung học Phổ thông Bình Mỹ                            | 1998          | Bình Mỹ, Châu Phú        | Công lập  |      |                                                                                                  |
| 30  | Trường Trung học Cơ sở và Trung học Phổ thông Bình Long       |               | Bình Long, Châu Phú      | Công lập  |      |                                                                                                  |
| 31  | Trường Trung học Cơ sở và Trung học Phổ thông Bình Chánh      | 2019          | Bình Chánh, Châu Phú     | Công lập  |      | http://thcsbinhchanh.edu.vn/                                                                     |
| 32  | Trường Trung học Phổ thông Chu Văn An                         | 1972          | Phú Mỹ, Phú Tân          | Công lập  |      | http://thptnguyenkhuyents.edu.vn/ Lưu trữ ngày 27 tháng 6 năm 2022 tại Wayback Machine           |
| 33  | Trường Trung học Phổ thông Nguyễn Chí Thanh                   | 1995          | Chợ Vàm, Phú Tân         | Công lập  |      | http://thptnguyenchithanhag.edu.vn/ Lưu trữ ngày 23 tháng 5 năm 2022 tại Wayback Machine         |
| 34  | Trường Trung học Phổ thông Hòa Lạc                            | 2000          | Hòa Lạc, Phú Tân         | Công lập  |      |                                                                                                  |
| 35  | Trường Trung học Phổ thông Bình Thạnh Đông                    | 2002          | Bình Thạnh Đông, Phú Tân | Công lập  |      |                                                                                                  |
| 36  | Trường Trung học Cơ sở và Trung học Phổ thông Phú Tân         | 1991/2016     | Phú Mỹ, Phú Tân          | Công lập  |      |                                                                                                  |
| 37  | Trường Trung học Phổ thông An Phú                             |               | An Phú, An Phú           | Công lập  |      |                                                                                                  |
| 38  | Trường Trung học Phổ thông Quốc Thái                          | 1998          | Quốc Thái, An Phú        | Công lập  |      |                                                                                                  |
| 39  | Trường Trung học Cơ sở và Trung học Phổ thông Vĩnh Lộc        | 2016          | Vĩnh Lộc, An Phú         | Công lập  |      | http://thcsvathptvinhloc.edu.vn/ Lưu trữ ngày 6 tháng 3 năm 2021 tại Wayback Machine             |
| 40  | Trường Trung học Cơ sở và Trung học Phổ thông Long Bình       | 2020          | Long Bình, An Phú        | Công Lập  |      | http://thcsthptbinhlong.edu.vn/ Lưu trữ ngày 20 tháng 5 năm 2022 tại Wayback Machine             |
| 41  | Trường Trung học Phổ thông Nguyễn Văn Thoại                   |               | Núi Sập, Thoại Sơn       | Công lập  |      | http://thptnguyenvanthoai.angiang.edu.vn/ Lưu trữ ngày 9 tháng 3 năm 2016 tại Wayback Machine    |
| 42  | Trường Trung học Phổ thông Nguyễn Khuyến                      | 1985          | Phú Hòa, Thoại Sơn       | Công lập  |      | http://thptnguyenkhuyents.edu.vn/ Lưu trữ ngày 27 tháng 6 năm 2022 tại Wayback Machine           |
| 43  | Trường Trung học Phổ thông Vĩnh Trạch                         | 2001          | Vĩnh Trạch, Thoại Sơn    | Công lập  |      | http://thptvinhtrachts.edu.vn/ Lưu trữ ngày 26 tháng 6 năm 2022 tại Wayback Machine              |
| 44  | Trường Trung học Phổ thông Vọng Thê                           | 1997          | Vọng Thê, Thoại Sơn      | Công lập  |      |                                                                                                  |
| 45  | Trường Trung học Phổ thông Nguyễn Bỉnh Khiêm                  | 1983          | An Châu, Châu Thành      | Công lập  |      | http://thpt-nguyenbinhkhiem-angiang.edu.vn/ Lưu trữ ngày 30 tháng 6 năm 2022 tại Wayback Machine |
| 46  | Trường Trung học Phổ thông Vĩnh Bình                          |               | Vĩnh Bình, Châu Thành    | Công lập  |      | http://thptvinhbinh.angiang.edu.vn/ Lưu trữ ngày 5 tháng 7 năm 2022 tại Wayback Machine          |
| 47  | Trường Trung học Phổ thông Cần Đăng                           | 2002          | Cần Đăng, Châu Thành     | Công lập  |      | http://thptcandang.edu.vn/ Lưu trữ ngày 27 tháng 1 năm 2022 tại Wayback Machine                  |
| 48  | Trường Trung học Cơ sở và Trung học Phổ thông Vĩnh Nhuận      | 2021          | Vĩnh Nhuận, Châu Thành   | Công lập  |      | http://thcsvathptvinhnhuan.edu.vn/ Lưu trữ ngày 29 tháng 5 năm 2022 tại Wayback Machine          |
| 49  | Trường Trung học Phổ thông Nguyễn Trung Trực                  | 1972          | Tri Tôn, Tri Tôn         | Công lập  |      | http://c3nguyentrungtructt.edu.vn/ Lưu trữ ngày 22 tháng 5 năm 2022 tại Wayback Machine          |
| 50  | Trường Trung học Phổ thông Ba Chúc                            | 1999          | Ba Chúc, Tri Tôn         | Công lập  |      | http://thptbachucag.edu.vn/ Lưu trữ ngày 17 tháng 5 năm 2022 tại Wayback Machine                 |
| 51  | Trường Trung học Cơ sở và Trung học Phổ thông Cô Tô           |               | Cô Tô, Tri Tôn           | Công lập  |      | http://thcsvathptcoto.angiang.edu.vn/ Lưu trữ ngày 24 tháng 5 năm 2022 tại Wayback Machine       |
| 52  | Trường Trung học Phổ thông Tịnh Biên                          | 1983          | Nhà Bàng, Tịnh Biên      | Công lập  |      | http://thpttinhbien.angiang.edu.vn/%5B%5D                                                        |
| 53  | Trường Trung học Phổ thông Chi Lăng                           | 1997          | Chi Lăng, Tịnh Biên      | Công lập  |      | http://thptchilang.angiang.edu.vn/%5B%5D                                                         |
| 54  | Trường Trung học Phổ thông Xuân Tô                            | 1998          | Tịnh Biên, Tịnh Biên     | Công lập  |      | http://thptxuanto.angiang.edu.vn/ Lưu trữ ngày 26 tháng 5 năm 2022 tại Wayback Machine           |